# Seznam dílů seriálu Rybičky
Toto je seznam dílů seriálu Rybičky. Americký komediální televizní seriál Rybičky byl premiérově vysílán od 3. září 2010 do 4. dubna 2014 na televizní stanice Disney Channel. Dne 12. února 2011 měl premiéru na českém kanálu Disney Channel.

## Přehled řad
| Řada | Díly | Premiéra v USA | Premiéra v USA  | Premiéra v ČR   | Premiéra v ČR   |
| Řada | Díly | První díl      | Poslední díl    | První díl       | Poslední díl    |
| ---- | ---- | -------------- | --------------- | --------------- | --------------- |
| 1    | 40   | 3. září 2010   | 21. října 2011  | 12. února 2011  | 5. dubna 2012   |
| 2    | 42   | 7. října 2011  | 17. května 2013 | 18. března 2012 | nebylo vysíláno |
| 3    | 28   | 7. června 2013 | 4. dubna 2014   | nebylo vysíláno | nebylo vysíláno |

## Seznam dílů

### První řada (2010–2011)
| Č. v seriálu | Č. v sérii | Originální název                                | Český název                                   | Premiéra v USA     | Premiéra v ČR     |
| ------------ | ---------- | ----------------------------------------------- | --------------------------------------------- | ------------------ | ----------------- |
| 1            | 1          | Bea Stays in the Picture                        | Bea se nestydí                                | 3. září 2010       | 12. února 2011    |
| 2            | 2          | Fish Sleepover Party                            | Rybí babinec                                  | 24. září 2010      | 13. února 2011    |
| 3            | 3          | Fish Out of Water                               | Ryba přes palubu                              | 24. září 2010      | 12. února 2011    |
| 4            | 4          | Doris Flores Gorgeous                           | Stáňa Zemská Nadzemská                        | 1. října 2010      | 19. února 2011    |
| 5            | 5          | Underwater Boy                                  | Podvodní vodonoš                              | 1. října 2010      | 19. února 2011    |
| 6            | 6          | Happy Birthfish, Jocktopus                      | Všechno nej, Chobotňáku                       | 8. října 2010      | 13. února 2011    |
| 7            | 7          | Bea Becomes an Adult Fish                       | Bea je dospělá                                | 15. října 2010     | 26. února 2011    |
| 8            | 8          | Doggonit                                        | Pod psa                                       | 22. října 2010     | 26. února 2011    |
| 9            | 9          | Queen Bea                                       | Královna Bea                                  | 29. října 2010     | 5. března 2011    |
| 10           | 10         | Fail Fish                                       | Propadlík                                     | 5. listopadu 2010  | 12. března 2011   |
| 11           | 11         | Funny Fish                                      | Smíšek                                        | 27. listopadu 2010 | 12. března 2011   |
| 12           | 12         | Baldwin the Super Fish                          | Baldwin super rybou                           | 3. prosince 2010   | 5. března 2011    |
| 13           | 13         | Dances with Wolf Fish                           | Tanec s vlkouši                               | 10. prosince 2010  | 19. března 2011   |
| 14           | 14         | The Tale of Sir Oscar Fish                      | Legenda o siru Oscarovi                       | 17. prosince 2010  | 7. května 2011    |
| 15           | 15         | Hooray for Hamsterwood                          | Cesta do Křečkowoodu                          | 17. prosince 2010  | 7. května 2011    |
| 16           | 16         | Milo Gets a Ninja                               | Milouš má ninju                               | 7. ledna 2011      | 19. března 2011   |
| 17           | 17         | Dropsy!                                         | Karanténa!                                    | 21. ledna 2011     | 15. května 2011   |
| 18           | 18         | Fishing for Compliments: The Albert Glass Story | Jak ulovit přátelé aneb příběh Alberta Skláka | 28. ledna 2011     | 15. května 2011   |
| 19           | 19         | Big Fish                                        | Velká ryba                                    | 4. února 2011      | 28. května 2011   |
| 20           | 20         | The Dark Side of the Fish                       | Temná strana ryb                              | 11. února 2011     | 28. května 2011   |
| 21           | 21         | Dollars and Fish                                | O penězích a rybách                           | 18. února 2011     | 9. července 2011  |
| 22           | 22         | Fish Floaters                                   | Alegorické vozy                               | 25. února 2011     | 9. července 2011  |
| 23           | 23         | Flying Fish                                     | Létající ryba                                 | 4. března 2011     | 16. července 2011 |
| 24           | 24         | Two Clams in Love                               | Zamilované škeble                             | 11. března 2011    | 16. července 2011 |
| 25           | 25         | Peopleing                                       | Lidaření                                      | 1. dubna 2011      | 16. července 2011 |
| 26           | 26         | Legend of the Earth Troll                       | Kouzelný Zemětrol                             | 8. dubna 2011      | 16. července 2011 |
| 27           | 27         | Parasite Fright                                 | Děsiví Mozkožrouti                            | 29. dubna 2011     | 23. července 2011 |
| 28           | 28         | Pamela Hamster Returns                          | Návrat Pamely Křečkové                        | 13. května 2011    | 23. července 2011 |
| 29           | 29         | Riding in Cars with Fish                        | Rybí jízda                                    | 18. června 2011    | 10. září 2011     |
| 30           | 30         | Milo's Big Idea                                 | Miloušův geniální nápad                       | 18. června 2011    | 10. září 2011     |
| 31           | 31         | Mascotastrophe                                  | Maskotokatastrofa                             | 24. června 2011    | 17. září 2011     |
| 32           | 32         | Good Morning, Freshwater                        | Dobré ráno, rybičky                           | 2. července 2011   | 3. září 2011      |
| 33           | 33         | Diary of a Lost Fish                            | Skandální odhalení                            | 2. července 2011   | 3. září 2011      |
| 34           | 34         | We've Got Fish Spirit, Part I & II              | Zapálené ryby                                 | 8. července 2011   | 21. května 2011   |
| 35           | 35         | Run, Oscar, Run                                 | Utíkej, Oscare, utíkej                        | 12. srpna 2011     | 17. září 2011     |
| 36           | 36         | Good Times at Pupu Goodtimes                    | Třeštění v lunaparku                          | 19. srpna 2011     | 24. září 2011     |
| 37           | 37         | Oscar Makes an Impression                       | Oscar a královna                              | 26. srpna 2011     | 24. září 2011     |
| 38           | 38         | Fish School Musical, Part I & II                | Rybí Muzikál ze Střední                       | 23. září 2011      | 19. února 2012    |
| 39           | 39         | Employee Discount                               | Zaměstnanecká sleva                           | 30. září 2011      | 5. listopadu 2011 |
| 40           | 40         | Fish Talent Show                                | Souboj rybích talentů                         | 21. října 2011     | 5. listopadu 2011 |

### Série 2: 2011 - 2013
| Č. v seriálu | Č. v sérii | Originální název                       | Český název                | Premiéra v USA     | Premiéra v ČR      |
| ------------ | ---------- | -------------------------------------- | -------------------------- | ------------------ | ------------------ |
| 41           | 0          | Halloween Haul                         | Halloween!                 | 7. října 2011      | 5. dubna 2012      |
| 42           | 1          | Bea's Commercial                       | -                          | 4. listopadu 2011  | 1. dubna 2012      |
| 43           | 2          | Hairanoid                              | -                          | 4. listopadu 2011  | 18. března 2012    |
| 44           | 3          | Adventures in Fish Sitting             | -                          | 18. listopadu 2011 | 7. října 2012      |
| 45           | 4          | Banned Band                            | -                          | 25. listopadu 2011 | 12. října 2012     |
| 46           | 5          | Merry Fishmas, Milo                    | -                          | 9. prosince 2011   | 15. prosince 2012  |
| 47           | 6          | Milo on the Lam                        | -                          | 6. ledna 2012      | 5. dubna 2012      |
| 48           | 7          | Break Up Shake Down                    | -                          | 6. ledna 2012      | 20. října 2012     |
| 49           | 8          | Just One of the Fish                   | -                          | 20. ledna 2012     | 15. prosince 2012  |
| 50           | 9          | Rock Lobster Yeti                      | -                          | 27. ledna 2012     | 20. listopadu 2012 |
| 51           | 10         | Spoiler Alert                          | -                          | 27. ledna 2012     | 20. listopadu 2012 |
| 52           | 11         | Bea Dates Milo                         | -                          | 10. února 2012     | 19. října 2012     |
| 53           | 12         | Oscar's Secret Admirer                 | -                          | 10. února 2012     | 19. listopadu 2012 |
| 54           | 13         | Sixteen Clamandles                     | -                          | 24. února 2012     | 19. listopadu 2012 |
| 55           | 14         | Send Me an Angel Fish                  | -                          | 2. března 2012     | 21. listopadu 2012 |
| 56           | 15         | Science Fair Detective Mystery         | -                          | 13. dubna 2012     | 16. září 2012      |
| 57           | 16         | Guys' Night Out                        | Rozlučka se svobodou       | 27. dubna 2012     | 19. prosince 2012  |
| 58           | 17         | Bea Sneaks Out                         | -                          | 11. května 2012    | -                  |
| 59           | 18         | Busy Bea: Rise of the Machines         | -                          | 11. května 2012    | 22. listopadu 2012 |
| 60           | 19         | So-fish-ticated                        | -                          | 1. června 2012     | 23. listopadu 2012 |
| 61           | 20         | Milo and Oscar Move In                 | -                          | 8. června 2012     | 23. listopadu 2012 |
| 62           | 21         | Oscar is a Playa                       | -                          | 22. června 2012    | -                  |
| 63           | 22         | Little Fish Sunshine                   | -                          | 6. července 2012   | -                  |
| 64           | 23         | All Fins on Deck                       | Všechny ryby na palubu     | 13. července 2012  | 5. ledna 2013      |
| 65           | 24         | Cattlefish, Ho!                        | Rybí kovbojové             | 13. července 2012  | 5. ledna 2013      |
| 66           | 25         | Brothers' Day                          | -                          | 20. července 2012  | 22. listopadu 2012 |
| 67           | 26         | Unfinished Doll Business               | -                          | 11. srpna 2012     | -                  |
| 68           | 27         | Milo's Magical Shake                   | Miloušova čarovná zmrzlina | 7. září 2012       | 19. prosince 2012  |
| 69           | 28         | Spiders Bite                           | -                          | 14. září 2012      | -                  |
| 70           | 29         | Principal Bea Pt. I & II               | -                          | 21. září 2012      | -                  |
| 71           | 30         | Fish at Work                           | -                          | 28. září 2012      | 18. listopadu 2014 |
| 72           | 31         | Chicks Dig Vampires                    | -                          | 5. října 2012      | -                  |
| 73           | 32         | Fish Lips Sink Ships                   | -                          | 26. října 2012     | -                  |
| 74           | 33         | Bea's Birthday Surprise                | -                          | 9. listopadu 2012  | -                  |
| 75           | 34         | Get a Yob!                             | -                          | 9. listopadu 2012  | -                  |
| 76           | 35         | Fuddy Duddy Study Buddy                | -                          | 30. listopadu 2012 | -                  |
| 77           | 36         | Fish Flakes                            | -                          | 11. ledna 2013     | -                  |
| 78           | 37         | Super Extreme Grandma Games to the Max | -                          | 18. ledna 2013     | -                  |
| 79           | 38         | Koi Story                              | -                          | 15. února 2013     | -                  |
| 80           | 39         | Sea Bea Ski                            | -                          | 26. dubna 2013     | -                  |
| 81           | 40         | Night At The Loxbury                   | -                          | 26. dubna 2013     | -                  |
| 82           | 41         | Fish Prom                              | -                          | 17. května 2013    | -                  |

### Série 3: 2013 – 2014
| Č. v seriálu | Č. v sérii | Originální název                       | Český název | Premiéra v USA     | Premiéra v ČR |
| ------------ | ---------- | -------------------------------------- | ----------- | ------------------ | ------------- |
| 83           | 1          | Milo vs. Milo                          | -           | 7. června 2013     | -             |
| 84           | 2          | Everything but the Chicken Sink        | -           | 7. června 2013     | -             |
| 85           | 3          | Live at the Hamsterwood Bowl           | -           | 21. června 2013    | -             |
| 86           | 4          | A Charity Fair to Remember             | -           | 21. června 2013    | -             |
| 87           | 5          | Bye Bye Bea Bea                        | -           | 5. července 2013   | -             |
| 88           | 6          | Glass Man Standing                     | -           | 5. července 2013   | -             |
| 89           | 7          | South Pafishic                         | -           | 26. července 2013  | -             |
| 90           | 8          | Unresolved Fishues                     | -           | 2. srpna 2013      | -             |
| 91           | 9          | Freshwater Five-O                      | -           | 9. srpna 2013      | -             |
| 92           | 10         | Pool Party Panic Parts 1 & 2           | -           | 23. srpna 2013     | -             |
| 93           | 11         | Labor of Love Parts 1 & 2              | -           | 20. září 2013      | -             |
| 94           | 12         | Assignment: Babies                     | -           | 27. září 2013      | -             |
| 95           | 13         | Hare and Back Again                    | -           | 18. října 2013     | -             |
| 96           | 14         | Milo's Pony                            | -           | 18. října 2013     | -             |
| 97           | 15         | The Brandon Bubble                     | -           | 1. listopadu 2013  | -             |
| 98           | 16         | Jocktopizza                            | -           | 1. listopadu 2013  | -             |
| 99           | 17         | Hats Amore!                            | -           | 22. listopadu 2013 | -             |
| 100          | 18         | Camp Camp Parts 1 & 2                  | -           | 10. ledna 2014     | -             |
| 101          | 19         | Algae Day                              | -           | 24. ledna 2014     | -             |
| 102          | 20         | Bea Saves a Tree                       | -           | 24. ledna 2014     | -             |
| 103          | 21         | Surfing the Interwet                   | -           | 21. února 2014     | -             |
| 104          | 22         | Don't Let the Fish Drive the Party Bus | -           | 21. února 2014     | -             |
| 105          | 23         | Milo in a Cup                          | -           | 28. února 2014     | -             |
| 106          | 24         | Fish Taco                              | -           | 28. února 2014     | -             |
| 107          | 25         | I Have This Friend                     | -           | 7. března 2014     | -             |
| 108          | 26         | Brothers of a Feather                  | -           | 7. března 2014     | -             |
| 109          | 27         | Freshwater Lives                       | -           | 21. března 2014    | -             |
| 110          | 28         | The Big Woo                            | -           | 4. dubna 2014      | -             |